# Beyond Hell
Beyond Hell è il decimo album in studio del gruppo rock-satirico statunitense GWAR, pubblicato nel 2006.

## Tracce
1. Intro – 1:00
2. War Is All We Know – 4:40
3. Murderer's Muse – 4:18
4. Go to Hell! – 4:46
5. I Love the Pigs – 4:29
6. Tormentor – 4:30
7. Eighth Lock – 4:06
8. Destroyed – 2:24
9. The Ultimate Bohab – 4:07
10. The One That Will Not Be Named – 4:06
11. Back in Crack – 5:11
12. School's Out (cover di Alice Cooper) – 3:23